# Margaret D. Fosterová
Margaret Dorothy Fosterová, nepřechýleně Forster (4. března 1895 – 5. listopadu 1970), byla americká chemička. Pracovala pro United States Geological Survey a na projektu Manhattan. Napsala desítky vědeckých prací o chemii a výzkumných metodách.

## Životopis
Margaret ("Dot") Foster se narodila v Chicagu, Illinois, v roce 1895. Její otec byl Rev. James Edward Foster a její matka byla Minnie (McAuley) Foster. Měla mladšího bratra Roberta. Po otcově smrti v roce 1910 se rodina přestěhovala do Jacksonville, Illinois. V roce 1918 vystudovala Foster Illinois College, získala magisterský titul na Univerzitě George Washingtona v roce 1926 a doktorát na Americké univerzitě v roce 1936. Illinois College jí v roce 1956 udělila čestný doktorát.
Od roku 1918 pracovala pro United States Geological Survey (USGS), kde vyvíjela metody pro stanovování minerálů v přírodních vodních plochách. Během svého postgraduálních studia vymyslela metody pro kvantifikaci manganu, boru, fluoridu a síranu.
V roce 1942 přešla v rámci USGS do oddělení pro chemii a fyziku a pracovala zde pod vedením Rogera C. Wellse. V této funkci se podílela na projektu Manhattan, vyvinula nové techniky kvantitativní analýzy uranu a thoria a také dva nové způsoby, jak tyto dva prvky oddělit.
Po válce se zabývala chemií jílových minerálů a slídy. Je autorkou a spoluautorkou mnoha vědeckých prací.
V březnu 1965 odešla do důchodu. Zemřela 5. listopadu 1970 v nemocnici Holy Cross v Silver Spring, Maryland ve věku 75 let.